# 140 (عدد)
140 عدد صحيح. طبيعي بين 139 و141

## في الرياضيات
- 140 عدد زوجي
- 140 له كتابة وحيدة في صيغة مجموع 3 مربعات : 140 = 2²+6²+2² وله 4 كتابات في صيغة مجموع 4 مربعات غير سالبة : 140 = 11²+3²+3²+1²=9²+7²+3²+1²=9²+5²+5²+3²=8²+6²+6²+2².
- 140 يكرر رقم واحد في نظام العد الثلاثي عشر (aa13=140)
- 140 عدد سعيد